# Grabbtjärnen, Hälsingland
Grabbtjärnen är en sjö i Söderhamns kommun i Hälsingland och ingår i Ljusnan-Skärjåns kustområde.